# Val-des-Marais
Val-des-Marais – miejscowość i gmina we Francji, w regionie Grand Est, w departamencie Marna.
Według danych na rok 1990 gminę zamieszkiwały 532 osoby, a gęstość zaludnienia wynosiła 13 osób/km².